# Griffin & Phoenix
Griffin & Phoenix ist ein US-amerikanisches Filmdrama aus dem Jahr 2006. Regie führte Ed Stone, das Drehbuch schrieb John Hill. Es handelt sich hierbei um eine Neuverfilmung eines 1976 erschienenen Films mit Peter Falk und Jill Clayburgh in den Hauptrollen.

## Handlung
Der geschiedene Versicherungsvertreter Griffin lebt in Manhattan. Er hat zwei Söhne, die bei seiner Ex-Ehefrau leben. Griffin erfährt, dass er Krebs hat und noch ungefähr ein Jahr leben kann. Er besucht an einem College Vorlesungen der Psychologie, die die Thematik des Sterbens behandeln. Dort lernt er die hübsche Phoenix kennen und überredet sie auf eine sehr eigene Weise zu einem gemeinsamen Abendessen.
Obwohl sie sich im Folgenden immer näher kommen, erzählen sie sich gegenseitig kaum voneinander, sondern verbringen zusammen einfach eine schöne Zeit. Eines Tages, nach einer verrückten Aktion von Griffin – er sprang auf einen fahrenden Zug auf, einfach um mitzufahren – findet Phoenix beim Aufräumen in Griffins Wohnung Bücher, die sich mit dem Sterben beschäftigen. Sie beschimpft den verdutzten Griffin auf eigenartige Weise und stürmt aus der Wohnung. Griffin läuft ihr nach und bittet sie, ihm zu erklären, was passiert sei. In einer dramatischen Szene verkündet Phoenix ihm, dass sie Krebs hat und in naher Zukunft sterben wird – sie bezieht die Bücher auf sich. Griffin erklärt ihr, dass die Bücher für ihn bestimmt sind, da er auch Krebs hat und ebenfalls bald sterben wird.
Die kommende Zeit verbringen sie zusammen und genießen die Zweisamkeit. Bei einem Arztbesuch in der Klinik werden sie Zeuge, wie eine Frau um ihren im Sterben liegenden Mann trauert und am Rande ihrer Kräfte ist. Als Griffin Phoenix etwas schenkt, erzählt sie, dass sie Weihnachten mit dem Weihnachtsbaum, den Geschenken – einfach alles daran – liebt.
An einem anderen Tag, am Strand, versprechen sie in Erinnerung an die Frau aus dem Krankenhaus auf Drängen Griffins einander, den anderen zu verlassen, sobald einer im Sterben liegt oder ins Krankenhaus eingeliefert wird. Phoenix trifft es als erste – sie hinterlässt Griffin eine Nachricht, in der sie sich von ihm verabschiedet. Griffin begibt sich dennoch ins Krankenhaus und wird nach einer kurzen Unterhaltung von Phoenix wieder weggeschickt. Von seinen Gefühlen überwältigt, zertrümmert Griffin seinen Wagen und einige andere und wird verhaftet. Der Verlobte seiner Ex-Frau holt ihn dort raus und sie unterhalten sich ganz locker.
Kurz darauf geht Griffin wieder zu Phoenix und auf seine Frage, was er dort mache und was aus dem Versprechen geworden sei, sagt er, dass er gelogen hat. Er will bei ihr bleiben, solange es geht. Sie gesteht ihm, dass sie sich nichts anderes wünscht und er legt sich neben sie. Er überredet sie, sich aus dem Krankenhaus hinauszuschmuggeln und bringt sie in einen Wald. Er überrascht sie dort mit einem voll geschmückten Weihnachtsbaum mit Geschenken lange vor Weihnachten und sie feiern dort ihr letztes Weihnachten.

## Kritiken
David Nusair schrieb auf Reel Film Reviews, die Leistungen der Hauptdarsteller seien „außerordentlich wirkungsvoll“, doch der Film bleibe wegen des „absurd sentimentalen und melodramatischen Drehbuchs“ nicht hineinziehend. „Schrullige“ Dialoge und das Fehlen jeglicher Authentizität brächten den Film „im Wesentlichen auf ein Sitcom-Niveau“.
Michael Rechtshaffen schrieb in der Zeitschrift The Hollywood Reporter vom 12. September 2006, die Neuverfilmung eines Fernsehfilms mit Peter Falk und Jill Clayburgh aus dem Jahr 1976 eigne sich für das Kabelfernsehen mit weiblichem Zielpublikum, während die Aussichten in den Kinos nicht so gut aussehen würden („with boxoffice prospects not looking particularly healthy (…), the picture would probably make a better fit on one of the female-targeted cable channels“). Die Regie sei genauso „leblos“ wie die Darstellungen. Die einzigen Szenen mit der „wahren Schärfe“ verdanke der Film Blair Brown.

## Auszeichnungen
Jonah Meyerson wurde im Jahr 2007 für den Young Artist Award nominiert.

## Hintergründe
Der Film wurde in New York City gedreht. Seine Weltpremiere fand am 12. September 2006 auf dem Toronto International Film Festival statt.